# Lednik Utren
Lednik Utren (ryska: Ледник Утрен) är en glaciär i Kirgizistan.   Den ligger i oblastet Batken, i den sydvästra delen av landet, 500 km sydväst om huvudstaden Bisjkek. Lednik Utren ligger 3 813 meter över havet.
Terrängen runt Lednik Utren är mycket bergig. Runt Lednik Utren är det glesbefolkat, med 17 invånare per kvadratkilometer. Det finns inga samhällen i närheten. Trakten runt Lednik Utren består i huvudsak av gräsmarker.